# ハンキー・パンキー (マドンナの曲)
「ハンキー・パンキー」(Hanky Panky)は、マドンナの楽曲。『アイム・ブレスレス』から2枚目のシングル・カットとして発売された。

## エピソード
ミュージック・ビデオは制作されておらず、音楽番組では代わりに同年のブロンド・アンビション・ツアーでのライヴ映像をミュージック・ビデオとして放送した。ビデオが作られていないにもかかわらず、全英シングルチャートでは最高位2位まで登った。
2004年のリ・インヴェンション・ツアーでは久々に披露された。

## 収録曲
3" シングル
1. ハンキー・パンキー - 3:57
2. モア - 4:56

デジタル配信
1. ハンキー・パンキー (ベア・ボトム・シングル・ミックス) - 3:54
2. ハンキー・パンキー (ベア・ボトム・12インチ・ミックス) - 6:36
3. モア - 4:59

## チャート
| チャート (1990年)                                    | 最高位 |
| ---------------------------------------------------- | ------ |
| オーストラリア (ARIA)                                | 6      |
| オーストリア (Ö3 Austria Top 40)                     | 20     |
| ベルギー (Ultratop 50 Flanders)                      | 15     |
| カナダ シングル小売 (The Record)                     | 2      |
| カナダ トップシングルス (RPM)                        | 18     |
| カナダ コンテンポラリー・ヒット・ラジオ (The Record) | 3      |
| ヨーロッパ エアプレイ トップ50 (Music & Media)       | 1      |
| ヨーロッパ (Music & Media)                           | 4      |
| フィンランド (Suomen virallinen lista)               | 1      |
| ドイツ (GfK Entertainment charts)                    | 21     |
| イタリア (Musica e dischi)                           | 4      |
| アイルランド (IRMA)                                  | 3      |
| オランダ (Dutch Top 40)                              | 13     |
| オランダ (Single Top 100)                            | 21     |
| ニュージーランド (Recorded Music NZ)                 | 6      |
| スペイン (PROMUSICAE)                                | 13     |
| スイス (Schweizer Hitparade)                         | 15     |
| UK シングルス (OCC)                                  | 2      |
| US Billboard Hot 100                                 | 10     |
| US Cash Box Top 100                                  | 8      |
| US Radio & Records CHR & Pop                         | 10     |

| チャート (1990年)                              | 順位 |
| ---------------------------------------------- | ---- |
| オーストラリア (ARIA)                          | 45   |
| ヨーロッパ エアプレイ トップ50 (Music & Media) | 24   |
| ヨーロッパ (Music & Media)                     | 89   |
| スペイン (PROMUSICAE)                          | 90   |